# 帕纳罗河畔萨维尼亚诺
帕纳罗河畔萨维尼亚诺（義大利語：Savignano sul Panaro），是意大利摩德纳省的一个市镇。总面积25平方公里，人口9403人，人口密度376.1人/平方公里（2009年）。ISTAT代码为036041。